# Mingora
Mingora (ook Mingawara, Mangora, Mingaora) is de grootste stad in het district Swat in de provincie Khyber-Pakhtunkhwa in Pakistan.

## Geboren
- Malala Yousafzai (1997), kinderrechtenactiviste en Nobelprijswinnares (2014)